# Bulbophyllum lehmannianum
Bulbophyllum lehmannianum là một loài phong lan thuộc chi Bulbophyllum.